# 夫婦の世界
『夫婦の世界』（ふうふのせかい、朝: 부부의세계、英: The World of the Married）は、2020年3月27日から5月16日まで韓国・JTBCで放送されたテレビドラマ。全16話。出演は、キム・ヒエ、パク・ヘジュン。最高視聴率は、28.371%。『SKYキャッスル』、『トッケビ〜君がくれた愛しい日々〜』を超え、非地上波チャンネル歴代最高視聴率一位ともなり、また暴力的な描写から15歳未満観覧不可になるなど賛否両論を醸したことも話題となった。

## あらすじ
チ・ソヌ(キム・ヒエ)は女医であり、映画監督のイ・テオ(パク・ヘジュン)と結婚し、息子を出産して幸せな家庭を築いていたが、彼女は夫や友人から影で裏切られていた。
そんな中、彼女はまた帰って来た夫のマフラーから一本の長い髪の毛を見て、浮気を疑う。

## キャスト
※括弧内は日本語吹替。
- チ・ソヌ：キム・ヒエ（武田華）

女医で、テオと結婚して、幸せな家庭を築く。
- イ・テオ：パク・ヘジュン（小上裕通）

ソヌの夫で、映画監督。
- ヨ・ダギョン：ハン・ソヒ（熊谷海麗）

ピラティスのインストラクターで、テオの不倫相手として疑われる。
- コ・イェリム：パク・ソニョン（MAKIKO）

ジェヒョクの妻。チソヌ夫婦の隣に住む。ピアノ講師であり、ソヌの息子ジュニョンにも教えている。
- ソン・ジェヒョク：キム・ヨンミン（渡辺紘）

テオとは中高の同級生。会計士。
- ソル・ミョンスク：チェ・グキ（森本73子）

テオ、ジェヒョクと同級生。ソヌと同じ病院で働く産婦人科医。
- イ・ジュニョン：チョン・ジンソ（髙倉悠生）

ソヌとテオの息子。

## スタッフ
- 原作：女医フォスター　夫の情事、私の決断
- 脚本：カン・ウンギョン
- 演出：モ・ワンジ

## 受賞歴
| 年度 | 授賞式                      | 部門                    | 受賞者         | 結果       |
| ---- | --------------------------- | ----------------------- | -------------- | ---------- |
| 2020 | 第56回百想芸術大賞          | TV部門 女性最優秀演技賞 | キム・ヒエ     | 受賞       |
| 2020 | 第56回百想芸術大賞          | TV部門 演出賞           | モワンイル     | 受賞       |
| 2020 | 第56回百想芸術大賞          | TV部門 男性助演賞       | キム・ヨンミン | ノミネート |
| 2020 | 第56回百想芸術大賞          | TV部門 女性新人演技賞   | ハンソヒ       | ノミネート |
| 2020 | 1回アジアコンテンツアワード | 女性最優秀演技賞        | キム・ヒエ     | 受賞       |

## 日本での放送
日本では、2020年7月10日からKNTVで初めて放送された。2021年には、衛星劇場等でも放送される。
- KNTV：2020年7月10日[2] - 2020年8月28日[3]（毎週金曜 20時00分 - 23時00分）※二話連続放送
  - 同上：2020年10月19日[4] - 2020年12月8日[5]（毎週月・火曜 7時00分 - 8時30分）※再放送
- WOWOW：2021年3月31日[6]- 2021年4月21日[7]（毎週月〜金 8時15分 - 9時30分）
- 衛星劇場：2021年7月15日 - 2021年9月3日（毎週木・金 21時30分 - 23時00分）
  - 同上：2021年7月21日 - 2021年9月9日（毎週水・木 12時00分 - 13時30分）※再放送
  - 同上：2021年9月17日 - 2021年10月11日（毎週月〜金 06時05分 - 07時35分）※再々放送
- テレビ大阪：2021年9月30日 - 2021年11月8日（毎週月～金 9時30分 - 10時30分）※28話版で放送
- アジアドラマチックTV：2021年11月26日 - 2022年1月20日（毎週木・金 9時30分 - 11時00〜15分頃）
  - 同上：2021年12月3日 - 2022年1月27日（毎週木・金 22時00分 - 23時30〜45分頃）※再放送
- BS朝日：2021年12月14日 - 2022年1月10日（毎週月～金 8時30分 - 10時00分）※19話版で放送
- テレ玉：2022年10月12日 - （毎週水 10時30分 - 11時25分）※28話版で放送
- フジテレビ：2023年11月6日 - （毎週月〜金 13時50分 - 14時47分[注釈 1]）